# Erik Frank
Erik Frank, egentligen Frank Erik Jansson, född den 15 oktober 1915 i S:t Matteus församling, Stockholm, död den 1 september 2005 i Vallentuna kommun, Stockholms län var en svensk kompositör, dragspelare och jazzmusiker.

## Biografi
Erik Frank växte upp i Söderala utanför Söderhamn. När han var sex år fick han ett tvåradigt dragspel i gåva av sin far och när han var 16 år gammal, rymde han hemifrån tillsammans med spelkamraten Allan Rååst för att pröva lyckan som musiker i Stockholm. Tillsammans med Allan Rååst och dennes bror Roland Rååst försörjde han sig som dans- och underhållningsmusiker på caféer, nattklubbar och dansrestauranger. Erik Frank blev dock snabbt en uppskattad dragspelare som engagerades i såväl större dansorkestrar som till radio- och grammofoninspelningar. År 1935 började han som tredje altsax och dragspelare i Sune Lundwalls orkester på Bal Palais, där han stannade i tre och ett halvt år. Åren 1939 till 1944 spelade Frank med Miff Görlings orkester på La Visite.
Han debuterade i radio 1934 och på skiva två senare. Bland hans populäraste inspelningar kan nämnas de egna kompositionerna Novelty accordion och Fast fingers 1944. Han var anställd som studiomusiker hos Decca under fem år och hos Sonora under tio år.

## Erik Franks arkiv
Erik Franks efterlämnade personarkiv bevaras hos Svenskt visarkiv. I arkivet finns bland annat handskrivna noter och arrangemang, kassaböcker, klippalbum och outgivna inspelningar.I Svenskt visarkivs samlingar finns även flera  längre inspelade intervjuer med Erik Frank, bland annat källmaterialet till Bengt Nyqvists biografi Helt frankt om Erik Frank.

## Trivia
Erik Frank har komponerat dragspelsklassikern Novelty Accordion, som har en egen fanclub Svenska Novelty Accordion Främjandet. Frank berättar om tillkomsten: 
| ” | Det var 1940. Jag vaknade en morgon och mådde inte riktigt bra. Det hade varit fest kvällen före. Jag tog en återställare, blev spelsugen och började fingra på dragspelet. Plötsligt satt den där. Inom två timmar var den nedskriven på noter också. | „ |

Erik Frank omnämns i Povel Ramels Birth of the gammeldans från revyn På avigan (1966).

## Produktioner

### Diskografi
- Accordiana. LP. London LB-539. (1952).
- Novelty accordion. LP. Cupol CLPL-1005. (Första serien hade Cupol nummer CLP-73) (1969).
- Fast fingers. Erik Frank 1936-1946. LP. Sonora (Röda serien) 6394040. (1973).
- Accordion boogie. LP. Decca SPA-511. (1977).
- Fast fingers. LP. Cupol CLPS-353. (1983).
- Novelty accordion 1936-68. CD. Dragon DRCD-310. (1997).

### Filmmusik
- 1954 – Hästhandlarens flickor
- 1948 – Hammarforsens brus
- 1947 – Två kvinnor

### Filmografi roller i urval
- 1947 - Jens Månsson i Amerika
- 1946 - 100 dragspel och en flicka
- 1942 – Lyckan kommer - dragspelare
- 1940 - Hjältar i gult och blått
- 1940 – Lillebror och jag
- 1939 - Melodin från Gamla Stan